# Incident de Tsushima

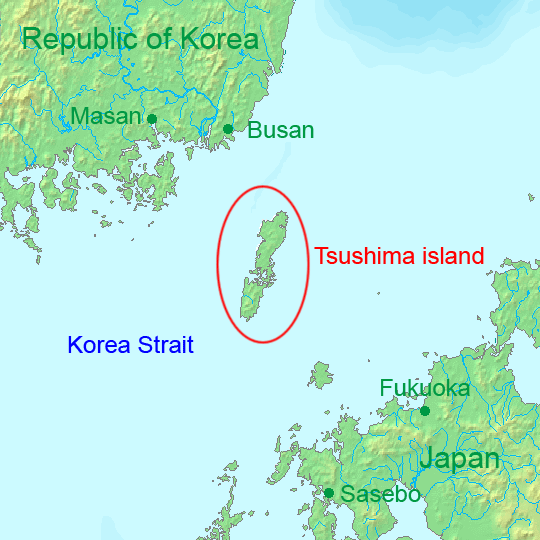
L'île Tsushima est située entre le Japon et la Corée

L’incident de Tsushima survient en 1861 lorsque les Russes tentent d'établir un mouillage annuel sur la côte de l'île Tsushima, territoire japonais situé entre l'île Kyūshū et la Corée.

## Version britannique des événements

### Arrivée duPosadnik
Le 13 mars 1861, la corvette russe Possadnik (Посадник, 1856), commandée par le capitaine Nikolaï Birilev, arrive dans l'île de Tsushima à l'entrée du village d'Ozaki, le capitaine demandant des droits de débarquement. Cet événement déclenche la crainte dans le bakufu japonais car les Russes ont déjà tenté d'enfreindre la politique d'isolement du Japon dans l'île septentrionale de Hokkaido avec les événements impliquant Adam Laxman en 1792, l'incendie de villages en 1806 et les événements qui ont mené à l'arrestation de Vassili Golovnine en 1811. À cette époque, seuls quelques ports japonais sont ouverts aux navires étrangers (Hakodate, Nagasaki, Yokohama) et Tsushima n'en fait pas partie. La possibilité d'une installation Russe à Tsushima fait craindre aux autorités japonaises la création d'une base arrière militarisée. Le Japon reçoit l'aide des Britanniques pour soutenir sa politique. Alors que la tension monte, un deuxième navire russe arrive et des demandes sont faites par les Russes en vue de construire une base de débarquement et de recevoir des fournitures.

### Affrontement

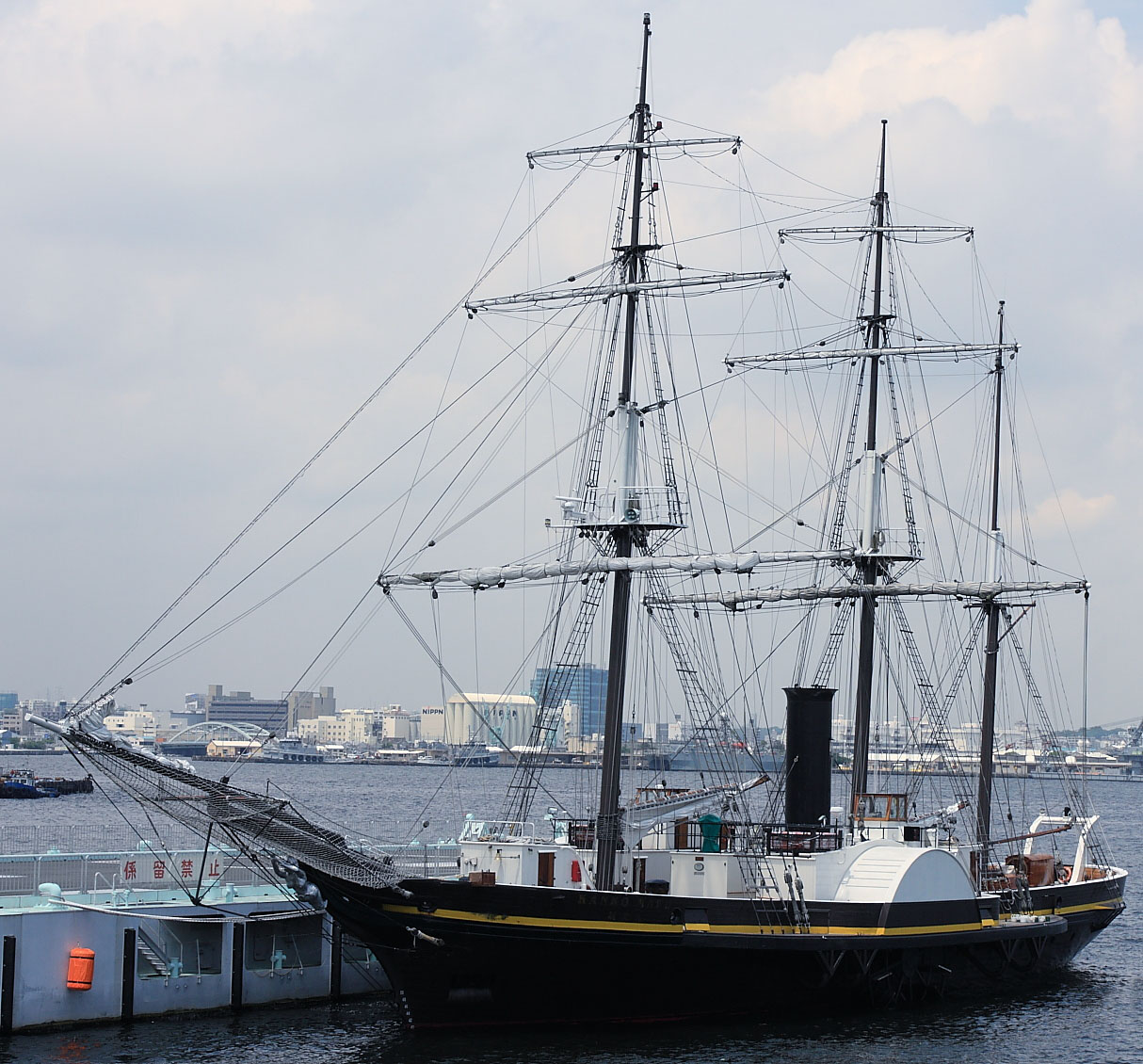
Réplique moderne du Kankō Maru.

Le 13 mai 1861, les Russes envoient un détachement pour explorer la côte orientale de l'île malgré la présence de deux navires de guerre du domaine de Saga, le Kankō Maru et le Denryū Maru ainsi qu'un navire de guerre britannique. Le 21 mai 1861, un affrontement a lieu entre les marins russes d'un détachement et un groupe de samouraïs et d'agriculteurs à l'issue duquel un agriculteur est tué et un samouraï, qui commet bientôt seppuku, est capturé par les Russes. À la mi-juillet, Muragaki Narimasa, magistrat des Affaires étrangères, se rend directement au consulat russe à Hakodate et demande le départ du navire à Gochkevitch, le consul de Russie.

### Retrait russe
Comme cette démarche échoue, les Japonais demandent aux Britanniques d'intervenir comme ils ont aussi un intérêt à empêcher les Russes d'étendre leur influence en Asie. L'amiral Hope arrive à Tsushima avec deux navires de guerre le 28 août et le 19 septembre 1861, le posadnik doit finalement quitter Tsushima.

## Version russe des événements

### Contexte
La fin des années 1850 est témoin d'une période d'expansion russe dans la mer du Japon avec la fondation d'un poste dans l'estuaire du fleuve Amour en 1850, l'acquisition de l'actuel kraï du Primorie par le traité d'Aigun (1858) et la convention de Pékin (1860) et l'établissement de Vladivostok en 1860.
En 1858, la Marine impériale de Russie loue une bande de côte de la baie de Nagasaki face au village d'Inasa comme mouillage hivernal pour la flotte du Pacifique émergente de la flottille chinoise (tous les mouillages domestiques sont gelés en hiver). Ivan Fiodorovitch Likhatchev, l'amiral commandant de la flottille, se rend compte des dangers de baser la flotte dans un port étranger et décide l'établissement d'une base permanente à Tsushima. Il se souvient que les Britanniques ont tenté de planter leur drapeau en 1859 et qu'ils ont mené des enquêtes hydrographiques autour de l'île en 1855. En 1860, il demande un feu vert du gouvernement à Saint-Pétersbourg ; Alexandre Gortchakov, le prudent ministre des Affaires étrangères, exclut toute incursion contre les intérêts britanniques tandis que le général amiral Constantin Nikolaïevitch suggère de conclure un accord privé avec le chef du domaine de Tsushima-Fuchū tant que cela ne dérange par « l'Occident ». En cas d'échec, les autorités russes nieraient avoir une quelconque connaissance de l'expédition.

### Débarquement
En ligne avec la volonté de Likhatchev et les conseils de Konstantin, le Posadnik quitte Hakodate le 20 février 1861 et le 1er mars atteint le village d'Osaki sur la côte ouest de la baie d'Asō (baie de Tatamura dans les documents historiques). Mune Yoshiori, chef du clan Tsushima, informe immédiatement le gouvernement du bakufu mais le prudent cabinet d'Andō Nobumasa fait attendre sa réponse et Yoshiori doit agir de sa propre initiative. Birilev, capitaine du Posadnik, prend personnellement contact avec Mune, échange des cadeaux de courtoisie et s'assure de son accord pour examiner la baie d'Imosaki ; Le Posadnik y arrive le 2 avril. L'équipage débarque, lève le drapeau russe et commence la construction de logements temporaires, d'un embarcadère et se prépare à remettre en état le navire qui a besoin de réparations, de l'hélice au massif d'étambot. Les autorités japonaises acceptent tacitement l'établissement de facto d'une base navale et assignent même une équipe de quinze charpentiers locaux pour aider les Russes ; ces derniers remercient Mune avec un don de petits canons navals. Likhatchev inspecte deux fois la baie, le 27 mars à bord du Oprichnik et le 16 avril à bord du Svetlana et note le comportement amical des Japonais. Cependant, en avril, la situation change de façon irréversible.

### Affrontement
Le 12 avril 1861, lorsque les Russes débarquent de leur détachement, un groupe de paysans dirigé par un certain Yasugoro tente de leur interdire d'entrer et de les repousser. Dans l'affrontement qui suit, Yasugoro est tué, deux paysans japonais pris en otage et le reste s'enfuit ; aucune victime russe n'est signalée. Mune apaise la population, lui ordonne d'attendre une déclaration du bakumatsu et ne prend aucune initiative. Les sources russes ne disent rien de la présence de navires de guerre japonais ou britannique dans la région.

### Postérité

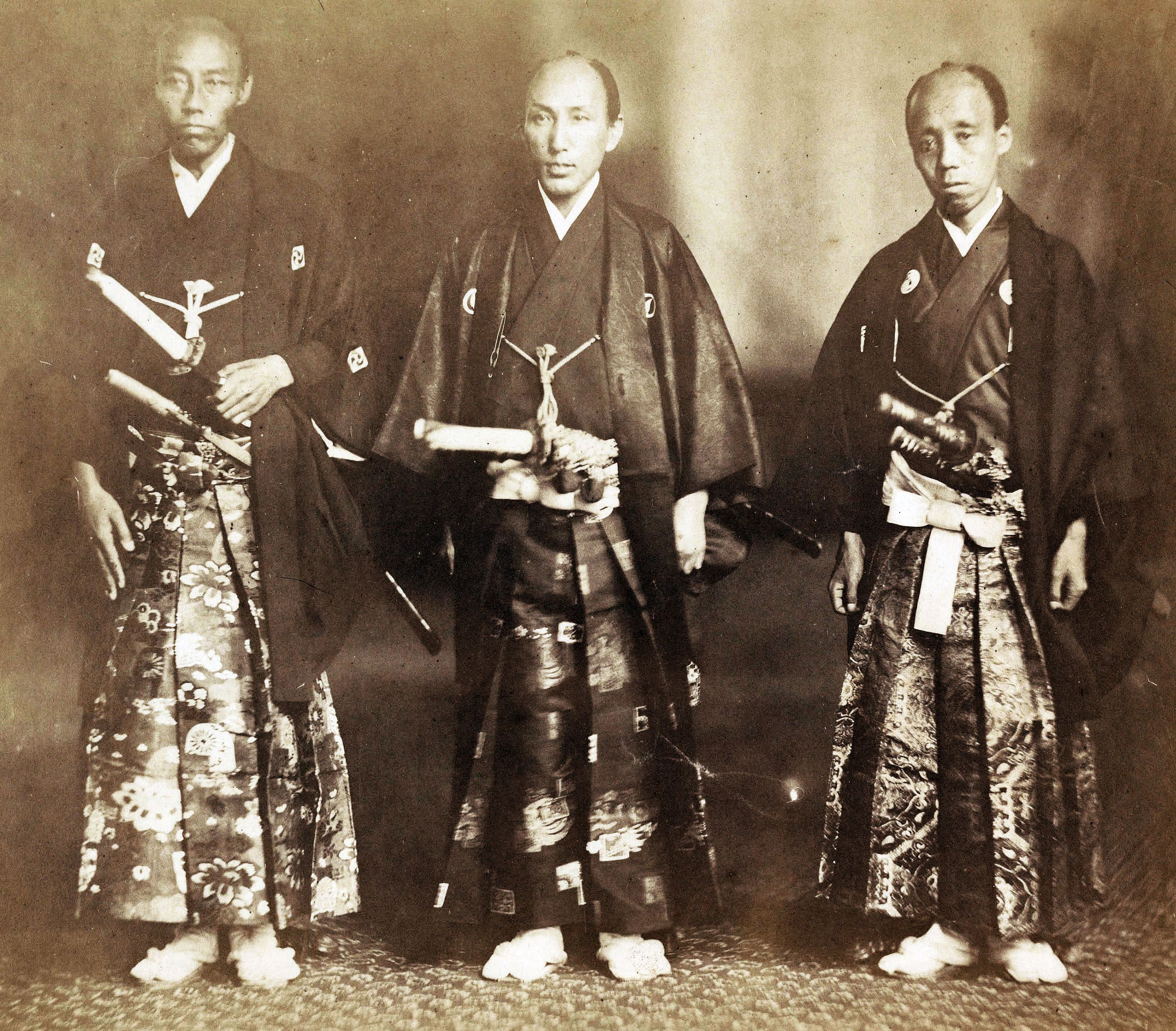
Oguri Tadamasa (à droite, au cours de l'ambassade japonaise aux États-Unis en 1860).

Oguri Tadamasa, le messager du bakumatsu arrive à Tsushima en mai et demande à Birilev de partir ; Birilev explique qu'il ne partira pas à moins que l'amiral ne donne l'ordre de retraite. Après 13 jours de vaine attente Oguri repart ; il laisse une lettre autorisant les contacts entre Birilev et l'administration locale, sans préjugés de nouvelles mesures plus radicales par les autorités japonaises. Birilev utilise pleinement cette autorisation et persuade le conseil des responsables japonais d'émettre une charte acceptant la présence navale russe à Tsushima. Les anciens de l'île accordent la côte entre Hiroura et Imosaki exclusivement aux Russes et s'engagent à interdire l'entrée à toute autre nation étrangère. La charte, cependant, précise clairement que toutes ces concessions dépendent de la bonne volonté du gouvernement central. Ce dernier s'oppose avec véhémence à l'accord et appelle à l'aide l'envoyé britannique Rutherford Alcock. Celui-ci envoie immédiatement deux navires sous le commandement du vice-amiral James Hope.

### Retraite
Selon les instructions de Konstantin, Likhatchev ordonne une retraite générale et fait porter le message à Tsushima par l’Oprichnik. Birilev et le Posadnik quitte Tsushima le 7 septembre 1861 tandis que l'Oprichnik et l’Abrek restent au port ; les deux navires partent finalement à la fin du mois de septembre 1861. Likhatchev dit plus tard que l'échec a eu son envers : « Nous avons empêché la conquête des îles par les Britanniques », une opinion indirectement soutenue par des rencontres personnelles contemporaines entre Alexandre Gortchakov et l'ambassadeur Francis Napier ; Ce dernier cependant, n'a jamais donné de réponse définitive relativement aux plans britanniques à Tsushima. Likhatchev a été rétrogradé de son commandement et a remis une démission volontaire qui a été rejetée; l'amiral a reçu le commandement d'un escadron de la flotte de la Baltique. La Marine russe est restée à Nagasaki jusqu'à l’achèvement de la base de Port Arthur en Chine.

## Source de la traduction
- (en) Cet article est partiellement ou en totalité issu de l’article de Wikipédia en anglais intitulé « Tsushima Incident » (voir la liste des auteurs).